# Szláv keresztnevek

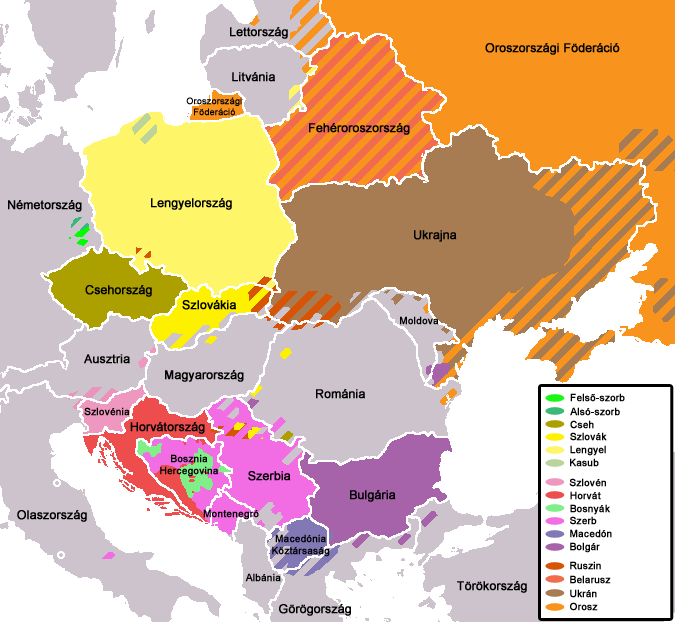
A szláv nyelvek európai eloszlásának térképe

A szláv eredetű keresztnevek a szláv nyelvekből származnak és olyan szláv országokban a legnépszerűbbek, mint Belarusz, Bulgária, Horvátország, Csehország, Lengyelország, Oroszország, Szerbia, Szlovákia, Szlovénia és Ukrajna.
A szláv keresztnevek békével vagy harccal kapcsolatosak, gyakran kereszténység előtti vagy középkori eredetűek, és más kultúrákból származó nevekkel ellentétben nem utalnak közvetlenül istenekre vagy fegyverekre – feltehetőleg mert az istenek és fegyverek nevei tabut képeztek. A fentiek alól kizárólag a Mieczysław (miecz – kard) név, illetve a „Bog” vagy „Boh” affixumokkal (isten) ellátott nevek képeznek kivételt (például Bogdán); ez eredendően egy „gazdag” jelentésű szóból származik, és használatára hatással volt a kereszténység felvétele. A szláv keresztnevek általában elvont jelentésűek és személyiségjegyeket írnak le, egy jó jövő iránti kívánságot fejeznek ki, vagy a családtagok iránti tiszteletet jelzik.

## Példák a szláv nevekre

### Rövid keresztnevek
| Női: - Vera (hit), - Nadia (remény), - Vesela (boldog), - Duša (Lélek), - Zlata (Arany), - Zora (hajnal), - Sveta (Könnyű, szent, erős), - Mila (szerelem, kegy), - Dobra (jó), - Luba (szerelem , kegy), - Kveta, Cveta (Virág), - Vesna (tavaszi), - Slava (hír, dicsőség), - Mira (béke), - Sobena (Magát), - Rada (boldog), - Brana (megvéd), - Živa, Żywia (Eleven), - Miluša (szerelem, kegy), - Snežana (Hó asszony), - Jasna (Világos), - Jagoda (Bogyó), - Kalina... | Férfi: - Slava, Slavko (hírnév, dicsőség), - Lech - Boško - Vlad (uralkodik, uralkodó), - Ognjen (Tűz), - Dušan (Lélek), - Vuk (Farkas), - Radost (Boldogság), - Miłosz (szerelem, kegy), - Borya (háború, katona), - Zdravko (Egészségügyi), - Dragan (értékes, szeretett), - Gniew, Gniewko (méreg, mérges), - Darko (ajándék), - Nemanja (nincstelen), - Nebojša (birtok nélkül), - Goran, - Lasota (Erdei ember), - Mladen (Fiatal), - Nayden (található), - Plamen (Tűz), - Yasen... |

### Hosszú keresztnevek
| Előképző vagy rag        | Jelentés               | Példa |
| ------------------------ | ---------------------- | --- |
| bog, boh, boż            | Isten, gazdag, sors    | Bogna, Bogdán, Bohdan, Bogdăr, Bogděn, Bohumil, Bogumił, Bogomyr, Bogusław, Boźysłav, Bożena, Božijār, Stăníbog, Jěrybog, Bożyian, Bożemír |
| bor                      | háború, katona         | Boris, Borzysław, Borislo, Velibor, Ratibor, Sambor, Dalibor                                                                               |
| bron, bran, barn         | megvéd                 | Bronisław, Branimir, Barnim |
| ciech, tech, tješ        | boldog, boldogság      | Wojciech, Sieciech, Božetech, Tješimir |
| dan, dar                 | ajándék, kap           | Božidar, Damir, Slobodan, Danisląv |
| dobro                    | jó, jóság              | Dobrogost, Dobroslav, Dobrawa |
| dom                      | ház                    | Domasław, Domoľub, Domamir, Domąmęr |
| drag, drog, droh         | értékes, szeretett     | Predrag, Dragan, Miłodrag, Dragoslav, Dragimėr, Dragomir, Drogomysł                                                                        |
| gnev, hněv, gniew        | méreg, mérges          | Zbigniew, Gniewomir, Spytihněv, Ostrogniew                                                                                                 |
| gost                     | vendég                 | Radogost, Dobrogost, Gostomysł |
| jar                      | erős, szigorú          | Jaromir, Jarosław, Jaropełk, Jarmila, Jarislo, Jaroměr                                                                                     |
| lub, ljub, l'ub          | szerelem , kegy        | Lubomir, Luboš, Ljubiša, Lubovl, Slavoljub                                                                                                 |
| lud, ljud                | emberek, nép           | Ludmila, Ludomir, Ludmär |
| mil, mił                 | szerelem, kegy         | Milena, Milán, Milovan, Vlastimil, Miloš, Ludmila, Jarmila                                                                                 |
| mir, měr, mierz          | béke, világ, presztízs | Kazimierz, Lěvmír, Levmir, Lăvmir, Vladimír, Sławomir, Miroslav, Vitomir, Sudomir, Vladimer, Željmir                                       |
| mysl, mysł               | gondol                 | Premysl, Gostomysl, Przemysław, Křesomysl                                                                                                  |
| polk, pluk, pełk         | ezred                  | Svätopluk, Jaropolk, Jaropełk |
| rad                      | boldog, törődik        | Radosław, Radomir, Radovan, Radmila, Radislo, Milorad                                                                                      |
| slav, sław               | hír, dicsőség          | Jaroslav, Stanisław, Ladislav, Bronisław, Boleslav, Zdzisław, Tomislav                                                                     |
| svjat, svet, svät        | könnyű, szent, erős    | Sviatoslav, Svätopluk, Svetlana |
| vjače, wence, vac, więce | több, hatalmas         | Wieńczysław, Václav, Wiesław |
| vlad, volod, wład        | uralkodik, uralkodó    | Vladimír, Vladan, Władysław, Wsewolod, Vladivoj, Vlądomil, Volodimir                                                                       |
| voj, woj                 | háború, katona         | Wojciech, Vojislav, Milivoje, Borivoj |

## Lásd még
- A magyar keresztnevek eredete - Szláv eredetű magyar keresztnevek.

## Fordítás
- Ez a szócikk részben vagy egészben  a   Slavic names című angol Wikipédia-szócikk ezen változatának fordításán alapul.  Az eredeti cikk szerkesztőit annak laptörténete sorolja fel. Ez a jelzés csupán a megfogalmazás eredetét és a szerzői jogokat jelzi, nem szolgál a cikkben szereplő információk forrásmegjelöléseként.

## Külső hivatkozások
- https://web.archive.org/web/20101219113949/http://free.of.pl/a/adampawlowski/slowian/kalend.htm Szláv keresztnevek
- http://www.gaminggeeks.org/Resources/KateMonk/Europe-Eastern/Czech-Slovak/Slavic.htm Szláv keresztnevek
- https://web.archive.org/web/20110829053848/http://www.slavinja.republika.pl/tekst3.htm Szláv keresztnevek